# M-9.1
Die M-9.1 ist eine kosovarische Nationalstraße von der albanischen Grenze am Pass Qafa e Morinës über Gjakova nach Klina.

## Nationalstraße auf serbischer Seite
Auf serbischer Seite gilt die Nationalstraße als Magistralni put 45 und ist in serbischen Straßenkarten eingetragen. Serbien kontrolliert jedoch keinen einzigen Kilometer dieser Nationalstraße.